# Михри Мюшфик-ханым
Михри Мюшфик-ханым (тур. Mihri Müşfik Hanım; 26 февраля 1886, Стамбул — ок. 1954, Нью-Йорк) — одна из первых и знаменитых турецких художниц. Более всего она известна написанием портретов известных людей, включая Мустафу Кемаля Ататюрка и римского папу Бенедикта XV.

## Ранняя биография
Михри Мюшфик-ханым родилась в семья Ачба в особняке Расима-паши, в стамбульском районе Кадыкёй 26 февраля 1886 года. Её отец, Ахмед Расим-паша, был специалистом по анатомии и выдающимся преподавателем в Военной школе медицины. В официальных документах и семейных письмах он также упоминается как президент этого учреждения. Утончённые вкусы и интересы доктора Ахмеда Расима-паши, должно быть, сыграли важную роль в художественном образовании его дочери. Помимо всего Расим-паша славился своим интересом к музыке и игрой на сазе на вечерах. В своём образе жизни он служил ярким примером стамбульских элит того периода, который характеризуется как «западная универсальность». Матерью Михри-ханым и женой Расима-паши была Фатьма Нешедиль-ханым. Её младшая сестра Энисе-ханым была матерью художницы Хале Асаф.

## Жизнь в Европе
Получая обычное западное образование Ханым проявила интерес к литературе, музыке и живописи. Первые частные уроки по живописи ей давал итальянский художник-ориенталист Фаусто Зонаро в своей студии в стамбульском районе Бешикташ. Позднее она влюбилась в директора акробатической труппы, посетившей Стамбул, потом отправилась в Рим, а затем в Париж, очевидно, желая вращаться в художественных кругах. Некоторое время она жила и работала в квартире в парижском районе Монпарнас, зарабатывая себе на жизнь рисованием портретов и сдавая одну из комнат студентам. Одним из таких съёмщиков был Мюшфик Селами-бей, изучавший политику в Сорбонне, за которого она позднее вышла замуж. Её супруг был сыном Селами-бея, хорошо известного в Бурсе. Помимо политики он интересовался историей и литературой. Дата их свадьбы не известна.

## Возвращение в Стамбул
Михри Ханым была представлена Джавид-бею, османскому министру финансов, отправленному в Париж вести переговоры с французским правительством по соглашению после окончания Балканских войн. Он отправил телеграммы османскому министру образования, рекомендовавшие Михри Ханым. В итоге она была назначена учителем искусства в Стамбульской учительской школе для девочек в 1913 году. Когда в 1914 году была основана Школа изящных искусств для девочек она получила в ней должность директора и преподавателя после встречи с математиком Салихом Зеки-беем.
Михри Ханым дружила с поэтами движения «Новая литература», особенно с одним из его лидеров Тевфиком Фикретом. Его дом в Ашияне стал её студией на какое-то время.
Визит Михри Ханым к журналисту Хюсейину Джахиту Ялчыну и осуждённому экс-министру финансов Джавид-бею вызвал волну критики в отношении её поведения. В ответ, в 1919 году она вместе со своими учениками посетили газету Tanin и осудили эти обвинения. Её тесные отношения с партией Единение и прогресс стали причиной, вынудившей её покинуть Стамбул во время его оккупацию, и отправиться в Италию в 1919 году. Спустя год после своего возвращения Ханым продолжила преподавать в Школе изящных искусств для девочек.

## Путешествие в Италию
В конце 1922 года Ханым снова отправилась в Италию, а в следующем году она развелась со своим мужем. В Италии у неё случился роман с местным поэтом Габриеле Д'Аннунцио, благодаря чему у художницы появилась возможность написать портрет римского папы и работать над восстановлением фресок в часовне. Михри Ханым была представлена Габриеле Д'Аннунцио её другом, художником Ренато Броцци, и переписывалась с поэтом также через него.

## Поздняя биография и смерть
Михри Ханым вернулась в Турцию ненадолго после основания Республики. Здесь она написала портрет Ататюрка и представила его лично в резиденции президента Чанкая в Анкаре.
Потем Михри Ханым отправилась в Рим, в Париж, а затем в США (Нью-Йорк, Бостон, Вашингтон и Чикаго). Подробности её отъезда из Турции и прибытия в Америку не ясны.
Между 1938 и 1939 годами она работала на Всемирной выставке в Лонг-Айленде (Нью-Йорк). В этот период Ханым создала портрет Реззан Ельман, жены журналиста Ахмета Эмина, жившего тогда в Нью-Йорке. Она также, как сообщается, работала над иллюстрациями для обложек различных журналов, публиковавшихся в Нью-Йорке во время Второй мировой войны. Она прожила свои последние годы в бедности и была похоронена на кладбище для нищих на острове Харт (Нью-Йорк) в 1954 году.